# Episodi di Psych (settima stagione)
La settima stagione della serie televisiva Psych è stata trasmessa in prima visione negli Stati Uniti d'America da USA Network dal 27 febbraio al 15 dicembre 2013.
In Italia la stagione è stata trasmessa in prima visione sul canale a pagamento Joi dal 30 maggio 2013 al 31 marzo 2014, mentre in chiaro è stata trasmessa da TOP Crime dal 17 al 25 marzo 2014; a eccezione dell'episodio musical, trasmesso in seguito il 30 maggio dello stesso anno.
| nº | Titolo originale              | Titolo italiano                   | Prima TV USA     | Prima TV Italia |
| -- | ----------------------------- | --------------------------------- | ---------------- | --------------- |
| 1  | Santabarbaratown 2            | Il trafficante d'armi             | 27 febbraio 2013 | 30 maggio 2013  |
| 2  | Juliet Takes a Luvvah         | Incontri pericolosi               | 6 marzo 2013     | 6 giugno 2013   |
| 3  | Lassie Jerky                  | Bigfoot                           | 13 marzo 2013    | 13 giugno 2013  |
| 4  | No Country for Two Old Men    | Trasferta in Messico              | 20 marzo 2013    | 20 giugno 2013  |
| 5  | 100 Clues                     | Psych 100                         | 27 marzo 2013    | 27 giugno 2013  |
| 6  | Cirque du Soul                | Il circo                          | 3 aprile 2013    | 4 luglio 2013   |
| 7  | Deez Nups                     | Il grande giorno                  | 10 aprile 2013   | 11 luglio 2013  |
| 8  | Right Turn or Left for Dead   | Incrocio mortale                  | 17 aprile 2013   | 18 luglio 2013  |
| 9  | Juliet Wears the Pantsuit     | Ladra d'identità                  | 24 aprile 2013   | 25 luglio 2013  |
| 10 | Santa Barbarian Candidate     | Candidato a sorpresa              | 1º maggio 2013   | 1º agosto 2013  |
| 11 | Office Space                  | Carriere rischiose                | 8 maggio 2013    | 8 agosto 2013   |
| 12 | Dead Air                      | Morte in diretta                  | 15 maggio 2013   | 15 agosto 2013  |
| 13 | Nip and Suck It               | Iniezione fatale                  | 22 maggio 2013   | 22 agosto 2013  |
| 14 | No Trout About It             | Non fidatevi di lui               | 29 maggio 2013   | 29 agosto 2013  |
| 15 | Psych: The Musical (Part One) | Psych: il musical (prima parte)   | 15 dicembre 2013 | 31 marzo 2014   |
| 16 | Psych: The Musical (Part Two) | Psych: il musical (seconda parte) | 15 dicembre 2013 | 31 marzo 2014   |

## Il trafficante d'armi
- Titolo originale: Santabarbaratown 2
- Diretto da: Mel Damski
- Scritto da: Steve Franks e Bill Callahan

### Trama
2011: Subito dopo il cliffhanger della sesta stagione, Shawn sopraggiunge in tempo per soccorrere il padre ma non per impedire la fuga di Carp.
Henry, ferito da una pallottola al petto, viene ricoverato d'urgenza all'ospedale dove lotta sospeso tra la vita e la morte. Ignorando gli apprensivi consigli di Jules, Shawn, folle di rabbia e pronto a tutto per vendicarsi, decide di dare la caccia al responsabile delle condizioni paterne.
Indagando al di sopra della legge assieme al riluttante Gus, il finto sensitivo svela progressivamente il coinvolgimento di Carp e Atwater con lo scrittore britannico Julian Drake; per l'opinione pubblica ricco magnate impegnato in iniziative contro la fame nel mondo che in realtà si serve delle conoscenze dei due ex-poliziotti al fine di acquistare armi e rivenderle ai signori della guerra attraverso la sua organizzazione umanitaria.
Tale scoperta va tuttavia a pestare i piedi all'FBI, che vi stava indagando da tre mesi tramite un agente infiltrato e, per non compromettere l'operazione, estromette il Dipartimento di Polizia di Santa Barbara dall'indagine. Il ragazzo, per nulla intimorito dal monito dei federali, trova un inaspettato aiuto in Lassiter, il quale gli fornisce i mezzi armati necessari per infiltrarsi nella residenza di Drake, pur non potendolo seguire per non compromettersi troppo.
Shawn, fa dunque irruzione all'interno dell'abitazione e neutralizza sia il trafficante d'armi che i suoi uomini, per poi confrontarsi con Carp che, dopo un breve scontro, riesce a prendere la pistola e si appresta a fare fuoco prima di venire freddato da Jules, che ignorando il regolamento è giunta in soccorso della persona che ama.
In appendice, Henry viene dichiarato fuori pericolo e si dice fiero di quanto fatto dal figlio, nonostante i rischi che ha corso.
- Altri interpreti: Kurt Fuller (Woody il coroner), Max Gail (Jerry Carp), Arden Myrin (Chelsea), Jerry Wasserman (Jack Atwater), Jake Busey (agente dell'FBI), Oliver Muirhead (Julian Drake), Paul Lazenby (James Earl Vest), Doug Abrahams (ranger Master), Broadus Mattison (Lane Scott-Thomas).
- Ascolti USA: telespettatori 2 940 000[1].
- Nota. È il ventesimo episodio privo di flashback iniziale.

## Incontri pericolosi
- Titolo originale: Juliet Takes a Luvvah
- Diretto da: Andy Berman
- Scritto da: Andy Berman

### Trama
2012: Tre mesi dopo il suo ricovero, Henry viene dimesso dall'ospedale e riaccompagnato a casa da Shawn e da Madeleine, ritornata brevemente in città per prendersi cura dell'ex-marito a seguito del suo tentato omicidio. Il "sensitivo" decide dunque di tornare a vivere col padre per potersene prendere cura quando la madre ripartirà, cosa che delude profondamente Jules, la quale sperava che finalmente il ragazzo si decidesse ad andare a vivere con lei.
Contemporaneamente Gus si iscrive a SoulMateConnection.com, un sito di incontri per single e conosce una giovane donna indiana di nome Rachael, con cui instaura una solida intesa sentimentale, cosa che provoca una certa gelosia in Shawn. La situazione peggiora nel momento in cui Jules viene assegnata ad un'indagine sotto copertura per smascherare l'assassino di due ragazze entrambe iscritte al suddetto sito.
La bionda detective, un po' per ripicca un po' per la sua nota difficoltà a gestire le identità fittizie, inizia a comportarsi come una vera single ingelosendo notevolmente Shawn, che ha così modo di capire quanto essa sia importante per la sua vita. Intanto i sentimenti sopiti di Henry e Madeleine iniziano a riemergere, tanto da avere un rapporto sessuale venendo però scoperti da Shawn, che ne rimane traumatizzato.
Le indagini di Jules e del finto sensitivo rivelano che il colpevole dei delitti è il misogino Mike, iscrittosi al sito d'incontri senza ottenere risultati a causa della sua scarsa avvenenza e perciò tanto adirato da aver aperto un secondo profilo fittizio utilizzando le foto di un bel uomo al fine di uccidere le ragazze che lo avevano rifiutato in favore del suo alter ego.
Arrestato il colpevole e imparata la lezione, Shawn propone finalmente a Jules di vivere insieme, cosa che suscita la gioia della ragazza.
Intanto, Gus e Rachael diventano ufficialmente una coppia e la donna gli rivela di avere un figlio di sette anni di nome Maximus.
- Altri interpreti: Sage Brocklebank (Buzz McNab), Cybill Shepherd (Madeleine Spencer), Parminder Nagra (Rachael), Mateen Devji (Maximus), Ethan Sandler (Mike), Eddie Matos (Lordan), Ryan Beil (Fielding Mellish), Cameron Bancroft (Ken Dowling), Shauna Johannesen (Miranda Dowling).
- Ascolti USA. telespettatori 2 810 000[2].
- Nota. È il ventunesimo episodio privo di flashback iniziale.

## Bigfoot
- Titolo originale:  Lassie Jerky
- Diretto da: James Roday
- Scritto da: James Roday

### Trama
2012: L'intero episodio è girato a mo' di falso documentario proiettato al dipartimento di polizia dai protagonisti a Henry, Woody e il capo Vick.
Shawn accetta l'invito di due studenti di college, Kate Favor e Chavo Seacrest, a prendere parte a una spedizione tra i boschi di Santa Barbara per realizzare un documentario su Bigfoot e, naturalmente, vi trascina anche Gus. Contrariamente alle aspettative dei due investigatori la creatura viene realmente avvistata e, poco dopo, il gruppo rinviene casualmente due cadaveri in una fossa. Intanto, sul posto sopraggiungono anche Jules e Lassiter per la segnalazione di alcuni escursionisti in merito l'automobile lasciata sulla strada dai due collegiali.
La situazione precipita rapidamente dopo che Lassiter calpesta accidentalmente una tagliola costringendo i sei ad accamparsi e, successivamente, durante la notte, scompare. Jules, preoccupata per il suo collega, inizia una grande caccia tra i boschi. Le ricerche portano alla baita di "Big" Ed Dixon, enorme ex-ranger misantropo che vive come un eremita da oltre dieci anni e ha prestato cure mediche a Lassiter sentendosi in colpa in quanto proprietario della trappola da lui calpestata.
Il gigantesco uomo, che agghindato in pelle d'orso aveva dato origine alle voci su Bigfoot, diviene il principale sospettato dell'omicidio dei due uomini nella fossa; tuttavia ben presto il "sensitivo" si rende conto che i due erano in realtà esponenti di un cartello criminale serbo giustiziati dai loro superiori, i quali, preoccupati che le riprese del documentario facciano scoprire il luogo che usano per sbarazzarsi dei cadaveri, mandano un plotone di soldati a ucciderli.
Grazie a un duro barricamento nella baita, il gruppo riesce a neutralizzare gli assassini e a chiamare i paramedici risolvendo la delicata situazione senza alcuna perdita umana.
- Altri interpreti: Kurt Fuller (Woody il coroner), Kate Rogal (Kate Favor), Alex Enriquez (Chavo Seacrest), Big Show ("Big" Ed Dixon), Aleks Paunovic (Serbo #1), Uki Certic (Serbo #3).
- Ascolti USA: telespettatori 3 040 000[3].
- Nota. L'episodio è un omaggio a The Blair Witch Project[4], oltre a essere il ventiduesimo privo di flashback iniziale.

## Trasferta in Messico
- Titolo originale: No Country for Two Old Men
- Diretto da: Mel Damski
- Scritto da: Kell Cahoon

### Trama
2012: Shawn e Jules danno una festa per l'inaugurazione della loro nuova casa; qui il ragazzo conosce finalmente la madre della detective, Maryanne, e il suo patrigno Lloyd, dal quale rimane tanto colpito da desiderare che lui e Henry stringano amicizia; motivo per il quale combina un pranzo per i due.
Nel corso della giornata tuttavia, Lloyd trascina Henry con sé in Messico per saldare un debito di gioco contratto trent'anni prima; cosa che mette in allarme il "sensitivo" e la detective, i quali, seppur sprovvisti di mandato, vengono coperti da Lassiter e si recano al loro inseguimento oltre frontiera insieme a Gus, che ancora non sa come gestire la situazione con Rachael e suo figlio.
Arrivati in Messico, Lloyd e Henry consegnano al pericoloso falsario Pablo Nuñez una coppia di gemelli sottrattigli anni prima e il cui ritrovamento vale all'ex-giocatore d'azzardo l'annullamento di tutti i suoi debiti. Successivamente, i due, raggiunti dai loro figli contribuiscono all'arresto dell'uomo incriminandolo del furto di alcune lastre di stampa dalla zecca americana.
Al momento di ritornare negli Stati Uniti, Jules decide, in virtù della buona fede di Lloyd, di tenere per sé la faccenda ma, poco dopo, l'uomo viene fatto sparire dal detective Lamas, funzionario corrotto della polizia messicana intenzionato ad appropriarsi delle lastre recuperate da Nuñez e necessitante di un capro espiatorio da accusare del furto. Il piano dell'uomo viene tuttavia smascherato dal protagonista e ostacolato.
Fatto ritorno in patria, Gus si chiarisce con Rachael scoprendo che Maximus lo vede più come un amico che un patrigno; mentre Hanry e Lloyd, che hanno stretto realmente amicizia dopo la rocambolesca giornata passata insieme, vanno a pescare insieme dicendosi contenti che, un giorno, potrebbero diventare parenti.
- Altri interpreti: Parminder Nagra (Rachael), Mateen Devji (Maximus), Jeffrey Tambor (Lloyd French), Susan Hogan (Maryanne French), Alex Quijano (detective Lamas), Tony Plana (Pablo Nuñez).
- Ascolti USA: telespettatori 2 450 000[5].
- Nota. L'episodio è il ventitreesimo privo di flashback iniziale, e il suo titolo originale ricalca quello del film Non è un paese per vecchi. Inoltre, viene ripresa la sigla in lingua spagnola precedentemente usata in Omicidio sul set.

## Psych 100
- Titolo originale: 100 Clues
- Diretto da: Matt Shakman
- Scritto da: Todd Harthan

### Trama

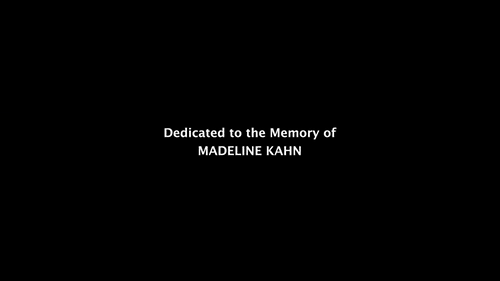
L'episodio è dedicato alla memoria di Madeline Kahn.

2007: Durante uno dei loro primi casi per il dipartimento di polizia, Shawn e Gus fanno arrestare la rock star Billy Lips, con l'accusa d'aver ucciso una groupie.
2012: Shawn viene invitato a un party misterioso a Bella Rosa Mansion dove può portare un'altra persona e, dato che Jules è occupata con un caso, decide di portarci Gus. Giunti sul posto, i due detective scoprono che l'organizzatore altri non è che il neo-scarcerato Billy Lips che, convertitosi all'ebraismo, proclama di essersi redento dalla sregolata vita passata e di dover perciò ringraziare tutti coloro coinvolte nel suo arresto, motivo per il quale ha organizzato la festa.
Nel corso della serata tuttavia gli invitati, ossia lo storico manager dell'uomo, il suo biografo e la groupie più affezionata, finiscono vittima di aggressioni misteriose causate da continui cali di corrente e scoprono che la linea telefonica è stata isolata e i cellulari sono scomparsi. Inizialmente i sospetti ricadono sull'unico invitato assente: Rip, chitarrista di Lips ma, dopo che sul luogo giungono anche Jules e Lassiter, egli si rivela la vittima del caso di persona scomparsa cui stanno lavorando e il suo cadavere viene trovato nella villa.
Dopo una serie di peripezie che coinvolgono anche il sopraggiunto Curt Smith, il "sensitivo" smaschera il vero responsabile dell'omicidio per cui Billy Lips è stato arrestato, nonché loro attentatore per tutta la serata:
- Finale 1: il colpevole è il maggiordomo Clizby, vero autore dei brani della band che, non vedendosi riconosciuto il merito delle sue creazioni ha dapprima commesso l'omicidio per cui è stato incriminato il suo padrone e, in seguito, meditato il modo migliore per ucciderlo una volta scarcerato assieme a tutte le altre persone approfittatesi di lui.
- Finale 2: il colpevole è il biografo Martin Kahn, che, innamoratosi della groupie e geloso del fatto che questa avesse occhi solo per i membri della band, l'ha assassinata facendo incriminare Lips; trovandosi poi costretto ai vari tentativi d'omicidio quando al party si è presentato Rip, dichiarando di avere scoperto la verità.
- Finale 3: questo finale è reso disponibile solo nei contenuti speciali dell'edizione home video della settima stagione e vede il manager alcolizzato Highway Harry colpevole dell'omicidio della groupie nonché degli attentati occorsi durante la serata.
- Nota. I finali sono stati votati dai fan in un sondaggio via web prima della trasmissione e ha vinto il primo nella costa Est, e il secondo nella costa Ovest, dunque, sono andati in onda nella rispettiva zona a seconda della votazione.
- Altri interpreti: Martin Mull (Highway Harry), Lesley Ann Warren (Leslie la groupie), Steve Valentine (Billy Lips), Garrett Morris (Clizby il maggiordomo), Christopher Lloyd (Martin Kahn), Curt Smith (se stesso), Jacqueline Breakwell (ragazza del telegramma), Michelle Jeanpierre (Melinda Lane), Scott McNeil (Rip/Albert Semento).
- Ascolti USA: telespettatori 2 930 000[6].
- Nota. È il centesimo episodio della serie e tributa il film Signori, il delitto è servito[4], a sua volta tratto dal gioco da tavolo Cluedo, che la sigla omaggia nei titoli di testa simili alle relative carte da gioco.

## Il circo
- Titolo originale: Cirque du Soul
- Diretto da: Jennifer Lynch
- Scritto da: Saladin K. Patterson

### Trama
2012: Marlowe viene finalmente rilasciata di prigione e progetta di andare a convivere con Lassiter ma, malauguratamente la sua ufficiale di controllo è la vendicativa ex dell'ispettore e pone la condizioni di libertà vigilata di modo che per lei sia impossibile perfino avvicinarsi ai Prospect Gardens; cosa che costringe la coppia a chiedere ospitalità a casa di Shawn e Jules, creando non pochi imbarazzi.
Nel frattempo Gus presosi l'impegno di occuparsi per una giornata di Maximus, il figlio della sua ragazza, lo accompagna a un circo dove lui e Shawn seguono un caso ma, durante le prove dell'esibizione, un trapezista muore proprio davanti agli occhi del ragazzo; fatto che mina il rapporto tra Gus e Rachael.
Indagando dall'interno del circo, Shawn scopre che l'acrobata era tuttavia già morto prima della caduta e che lui e altri tre suoi colleghi sono ricattati per una questione di visto dallo spietato magnate Jeffrey Duke, che sfrutta i loro talenti per dei furti ai danni di compagnie rivali e, nel momento in cui, proprio durante una di queste effrazioni, uno di loro è morto gli altri lo hanno coperto inscenando l'incidente.
Scoperta la verità il "sensitivo" riesce a fare incastrare Duke e a liberare la banda di trapezisti dai suoi ricatti, nonché a far riappacificare Gus e Rachael. Parallelamente, Jules invece risolve i problemi di Marlowe e Lassiter presentando Woody alla sua ex.
- Altri interpreti: Kurt Fuller (Woody il coroner), Kristy Swanson (Marlowe Viccellio), Parminder Nagra (Rachael), Mateen Devji (Maximus), Katy Mixon (Ursula Gibbs), Kirsten Prout (Zola), Karl T. Pazdernik (Hugo), Toby Levins (Leonardo), Josh Kalender (Rico), J. Douglas Stewart (Jeffrey Duke).
- Ascolti USA: telespettatori 2 410 000[7].
- Nota. È il ventiquattresimo episodio privo di flashback iniziale.

## Il grande giorno
- Titolo originale: Deez Nups
- Diretto da: James Roday
- Scritto da: Bill Callahan e James Roday

### Trama
2012: Herb Pollack, storico contabile del boss mafioso Max Rizzo, lascia l'organizzazione portando con sé tutti i suoi registri; dunque il dipartimento di polizia avvia una caccia all'uomo per impossessarsene prima degli scagnozzi del mafioso e incastrarlo. Contemporaneamente, Lassiter si prende un giorno di licenza per celebrare il suo matrimonio con Marlowe e coinvolge Jules e la Vick per l'addio al nubilato, organizzato dall'ex-compagna di cella della donna.
Intanto Shawn, Gus, Henry e Woody organizzano un addio al celibato per l'ispettore capo sebbene questi avesse detto di non volerlo, ma giunti al casinò resort si imbattono in Pollack e negli uomini di Rizzo, che informano il loro capo della presenza dei detective e del fatto che essi abbiano il contabile.
Intanto le ragazze vanno all'Agua Verde hotel, dove sono praticamente costrette dall'ex-carcerata a indossare abiti succinti, assumere superalcolici in gran quantità e assistere a uno spogliarello eseguito da McNab, che lo fa come secondo lavoro per comprarsi una nuova casa e convince Jules a non farne parola con nessuno.
Rizzo fa rapire Marlowe e propone agli investigatori uno scambio di persona, questi, riunitisi con le ragazze, decidono di accettare ma, sia loro che i gangster, si lasciano sfuggire l'ostaggio e dunque si presentano all'appuntamento risolvendo la situazione con un nulla di fatto. Poco dopo però, Shawn riesce a rintracciare sia Marlowe che Pollack, che per mancanza di tempo assume il ruolo di cerimoniere alle tanto sospirate nozze dell'ispettore capo con l'ex-galeotta.
Rizzo e i suoi uomini, saputo della cosa, fanno irruzione durante la cerimonia per recuperare il contabile ma la situazione si risolve rapidamente per il meglio poiché tutti gli invitati sono poliziotti e, arrestato il mafioso, la coppia riesce dunque a scambiarsi i voti.
Dopo il lancio del bouquet (preso al volo da Gus), i protagonisti si recano in un ristorante per il rinfresco serale; qui succede l'inevitabile: Jules, dopo aver lavorato tanto a lungo al fianco di Shawn ha difatti iniziato a intuire quale possa essere la verità sul suo dono e, per liberarsi da ogni dubbio, lo prende di parte e glielo domanda a viso aperto; il "sensitivo" non trova però il coraggio di mentirle e ammutolisce confermando i sospetti della detective che, sentendosi tradita, si allontana dalla festa in lacrime e furiosa.
- Altri interpreti: Kurt Fuller (Woody il coroner), Sage Brocklebank (Buzz McNab), Kristy Swanson (Marlowe Viccellio), Cocoa Brown ("Big" Wendy), Pete Gardner (Storpiatore), Mike Starr (Max "l'ascia" Rizzo), Steve Rosen (Herb Pollack), Dana McLoughlin (Charlene), Patrick Sabongui (Tito Rizzo).
- Ascolti USA: telespettatori 2 250 000[8].
- Nota. È il venticinquesimo episodio privo di flashback iniziale.

## Incrocio mortale
- Titolo originale: Right Turn or Left for Dead
- Diretto da: David Crabtree
- Scritto da: Carlos Jacott

### Trama
2012: Turbato dagli eventi di fine ricevimento nuziale, Shawn, seduto al buio negli uffici della Psych, ha un sogno a occhi aperti in cui si vede diviso tra due differenti realtà.
- Realtà Blu: Jules scopre la verità sul "sensitivo" e si allontana furiosa dalla festa. Shawn, amareggiato, torna a casa in taxi da solo e la vettura investe una giovane donna svedese che fa trasportare d'urgenza all'ospedale. Successivamente indaga per smascherare l'aggressore e fa rinvenire il cadavere di un uomo nel bosco fuori dalla periferia. Al risveglio della svedese, Shawn scopre che il cadavere appartiene al suo ragazzo, assassinato dall' ex fidanzato psicopatico che l'ha seguita negli Stati Uniti e la sta perseguitando per punirla della rottura.
- Realtà Rossa: Jules non scopre il segreto del giovane e i due lasciano insieme il ricevimento. La mattina seguente il capo Vick assegna loro il caso di una donna svedese trovata morta sulla strada. Le indagini portano il quartetto di investigatori a scoprire un secondo cadavere nel bosco dalla periferia, che permette loro di rintracciare la datrice di lavoro della vittima, la quale identifica il secondo cadavere come il ragazzo dalla giovane ragazza alla pari, spiegando che già qualche mese prima le era stato assassinato un altro compagno.

L'approfondirsi delle indagini porta tuttavia a una riunificazione della realtà: l'assassina altri non è che la ragazza stessa, Elin, la quale ha avuto un patrigno violento artefice di numerosi traumi che l'hanno portata a innamorarsi e assassinare uomini a lui simili; mentre il fantomatico ex fidanzato stalker è in realtà lo psicologo che l'aveva in cura in Svezia, preoccupato che potesse, appunto, compiere dei delitti. Shawn era in ufficio a riflettere su cosa sarebbe successo se Jules, non lo avesse scoperto, lui e Gus trovano Elin nel luogo dove è morta la madre, ma quando credono di farla ragionare cerca di ucciderli, salvo poi essere immobilizzata da Jules e Lassiter
Risolto il caso, Shawn ha un'ultima visione in cui Jules, in lacrime, lo perdona per averle mentito, ammettendo che sarà un falso sensitivo, ma un ottimo detective e si getta tra le sue braccia, ma nella realtà, la ragazza, pur dicendosi non intenzionata a sbugiardarlo, afferma di avere bisogno di un periodo di pausa dalla loro relazione e lo caccia di casa facendogli crollare il mondo addosso.
- Altri interpreti: Kurt Fuller (Woody il coroner), Jeffrey Tambor (Lloyd French), Rose Abdoo (Mary Pasternak), Lauriane Gilliéron (Elin), Christopher De-Schuster (Torsten), Carl Toftfelt (Oskar), Parm Soor (Dariush), Bruce Salomon (Mason Pasternak), Michael Charrois (Anders).
- Ascolti USA: telespettatori 2 770 000[9].
- Nota. È il ventiseiesimo episodio privo di flashback iniziale, e la sua struttura narrativa omaggia la serie televisiva Awake.[senza fonte]

## Ladra d'identità
- Titolo originale: Juliet Wears the Pantsuit
- Diretto da: Jennifer Lynch
- Scritto da: Brittany Hilgers

### Trama
2012: Shawn, cacciato di casa da Jules, viene ospitato da Woody nella roulotte in cui quest'ultimo è andato a vivere dopo il divorzio; intanto la bionda detective mette una inserzione per trovare una coinquilina, ma la ragazza che risponde all'annuncio viene poco dopo assassinata.
Mentre vengono svolte le indagini in merito, un'altra ragazza, Laura, va ad abitare con Jules; ma il "sensitivo", indagando, fa emergere che essa precedentemente condivideva un appartamento con la ragazza uccisa e, come lei, stava cercando di trasferirsi; motivo per il quale inizia a sospettarla di essere la colpevole dell'omicidio.
Inizialmente non creduto da Jules, che lo accusa di essere solo geloso; nel momento in cui si scopre che Laura è una ladra d'identità ed essa sparisce assieme a tutti i vestiti e i documenti della detective, la pista di Shawn viene data per veritiera ma, in seguito, la verità che emerge è ben diversa: Laura, il cui vero nome è Laynie, è in fuga dal suo violento marito, il quale la ha seguita per tutto il paese e ha assassinato la sua precedente coinquilina pur di arrivare a lei.
Rintracciata la truffatrice, Jules tende assieme a lei una trappola allo psicopatico e, dopo un brutale corpo a corpo, lo riesce ad arrestare.
Nel finale, la detective comunica al finto sensitivo la decisione di non volere più coinquilini, lasciando trasparire di nutrire ancora dei forti sentimenti per lui e di stimare enormemente la vera natura del suo talento, pur non essendo comunque ancora pronta a perdonarlo.
- Altri interpreti: Sage Brocklebank (Buzz McNab), Kurt Fuller (Woody il coroner), Rachel Blanchard (Laynie Stromwall/Laura Bach), Tate Ellington (Patrick Hess), Priscilla Faia (Kimberly Gale), Toby Hargrave (Dave), Allison Warnyca (istruttrice di Yoga), Eliza Norbury (Sarah James), Beau Starr (Mikey).
- Ascolti USA: telespettatori 2 460 000[10].
- Nota. È il ventisettesimo episodio privo di flashback iniziale.

## Candidato a sorpresa
- Titolo originale: Santa Barbarian Candidate
- Diretto da: Richard Coleman
- Scritto da: Tim Meltreger

### Trama
2012: Gavin Channing, sindaco di Santa Barbara e grande sostenitore della Psych, viene trovato morto apparentemente a seguito di un incidente occorso durante il surf. Shawn tuttavia, poco convinto di tali circostanze, decide di indagare arrivando a sospettare dell'assessore Tom Swaggerty, azionista di maggioranza di una società edile intenzionata a costruire su un terreno dove Channing non aveva mai dato l'assenso, che invece darà lui non appena gli succederà come da legge.
Per ostacolare l'ascesa veloce di Swaggerty, e per raccogliere prove della sua teoria, Shawn si candida come nuovo sindaco; a tal fine si avvale della consulenza politica dell'assistente di Channing, Jason Straub, e convince Jules a fingere davanti ai media che la loro relazione sia ancora stabile. A una cena di gala le dimostra poi di aver preso lezioni di ballo da sala per farle una sorpresa, cosa che porta la detective ad ammettere di amarlo ancora ma di non riuscire più a fidarsi di lui, alla domanda del ragazzo di come fare per dimostrarsi nuovamente degno di fiducia essa replica che dovrebbe rivelare il suo segreto quantomeno al capo Vick.
Nel frattempo, il "sensitivo" scopre che l'alibi di Swaggerty per la sera dell'omicidio regge e si ritira dalle elezioni riconoscendo la maggiore idoneità dell'uomo alla poltrona di primo cittadino. Inoltre, riesce a scoprire che il vero colpevole è Jason Straub, il quale aveva coperto l'omicidio accidentale di una amante Channing ed era in seguito stato costretto ad assassinarlo nel momento in cui la coscienza dell'uomo non gli permetteva più di tenere il segreto.
Nella scena finale, pur consapevole che ciò comporti l'arresto, Shawn si reca dalla Vick per rivelarle la verità sul suo dono, ma Jules, shockata e commossa dal gesto, lo ferma all'ultimo minuto.
- Altri interpreti: Kurt Fuller (Woody il coroner), John Kapelos (Tom Swaggerty), Neil Grayston (Jason Straub), Sebastian Spence (sindaco Gavin Channing), Laura Soltis (Renee Channing), Brenda Crichlow (Josephina), Darla Fay (cittadina), Miriam Smith (receptionista), Jessie Fraser (Abby Sheldon).
- Ascolti USA: telespettatori 2 350 000[11].
- Nota. È il ventottesimo episodio privo di flashback iniziale.

## Carriere rischiose
- Titolo originale: Office Space
- Diretto da: Andrew Bernstein
- Scritto da: Andy Berman e Todd Harthan

### Trama
2012: Ritrovata una certa intimità a seguito dell'episodio precedente, Shawn e Jules passano la giornata assieme e hanno nuovamente un rapporto fisico, tuttavia, nel cuore della notte, il "sensitivo" viene svegliato da Gus, il quale afferma sconvolto di aver manipolato la scena di un crimine poiché preso dal panico dopo aver trovato il cadavere del suo capo all'interno del suo ufficio alla Central Coast Pharmaceuticals.
Per evitare che l'amico venga accusato di un crimine non commesso, Shawn lo segue sul luogo del delitto al fine di ripulirlo dalle impronte digitali che vi ha lasciato, ma finisce solo per complicare ulteriormente la situazione spargendovi anche le sue. I due dunque chiedono aiuto a Henry per nascondere la verità mentre vengono aperte le indagini e, in seguito, Shawn riesce a coinvolgere anche Jules nella rocambolesca sceneggiata.
In una corsa contro il tempo il finto sensitivo riesce, in extremis, a scoprire che il vero assassino dell'uomo altri non è che il vicepresidente stesso della società, che, dopo essere stato scoperto d'aver truccato il bilancio, ha ucciso il sottoposto per impedire che lo ricattasse.
- Altri interpreti: Kurt Fuller (Woody il coroner), David Koechner (Leslie Valerie Sally), Michael McGlone (Mitch Murray), Michael Daingerfield (Dorian Creech), Allie Bertram (Helen Blaine), Zahf Paroo (Eddie Finch), Byron Noble (Neil), Shaw Madson (soccorritore), Winson Won (impiegato).
- Ascolti USA: telespettatori 2 290 000[12].
- Nota. È il ventinovesimo episodio privo di flashback iniziale.

## Morte in diretta
- Titolo originale: Dead Air
- Diretto da: Saladin K. Patterson
- Scritto da: Saladin K. Patterson e Kell Cahoon

### Trama
2009: Shawn e Gus sono ospiti allo show di uno dei loro presentatori radiofonici preferiti, Crock Daniels.
2012: Dopo un barbecue a casa di Henry assieme a Rachael e Jules, che si sta riavvicinando sempre di più al "sensitivo", Shawn e Gus ascoltano il programma radiofonico di Crock Daniels e sentono mentre qualcuno gli spara in diretta. Recatisi sul posto per indagare i due riescono a convincere l'editrice della radio, Miranda Sherrod, a farli lavorare sotto copertura come rimpiazzi del presentatore assassinato, cosa che porta a Gus un enorme successo.
Nel frattempo Rachael confessa che dovrà restare sei mesi in Inghilterra per risolvere un problema col suo visto d'ingresso, cosa che provoca un certo attrito tra lei e il ragazzo, soprattutto nel momento in cui Miranda si dimostra enormemente attratta da lui.
I sospetti delle indagini, intanto, ricadono sul misterioso Bob, stalker ossessionato da Laura, fondatrice del fan club di Crock, che ne uccide gli idoli sperando così di averla tutta per sé; tuttavia, in seguito, egli viene attribuito unicamente alla psicosi che da tempo affligge la ragazza per poi rivelare di esistere davvero e venire arrestato per il rotto della cuffia.
Alla fine dell'episodio, Rachael parte e Gus si ripromette di aspettarne il ritorno.
- Altri interpreti: Parminder Nagra (Rachael), Garcelle Beauvais (Miranda Sherrod), Brent Chapman (Crock Daniels), Jessica Makinson (Laura), Dale Wolfe (Dean Baloo), Haig Sutherland (Syd), Dale Wilson (Redd Harring), Ken Kirzinger (Bob), Avital Ludwig (impiegata).
- Ascolti USA: telespettatori 2 310 000[13].

## Iniezione fatale
- Titolo originale: Nip and Suck It
- Diretto da: Mel Damski
- Scritto da: Carlos Jacott e Tim Meltreger

### Trama
2012: Ritornando a casa dopo aver fatto birdwatching, Henry rinviene il cadavere di una donna, che, dalle analisi di Woody, risulta essere deceduta a causa di una iniezione letale di botulino. Saputo che era una paziente dalla nota chirurga estetica Joan Diamond Shawn e Gus la sospettano di essere l'assassina.
Henry tuttavia, che non si fida dell'intuizione del figlio e ha avuto una relazione con la Daimond poco dopo aver divorziato nel 1992; si fa assumere da quest'ultima come investigatore privato e si mette sul caso finendo per scontrarsi con la Psych.
Dopo essersi a lungo pestati i piedi a vicenda però, entrambi gli Spencer decidono di unire le forze per scagionare la dottoressa nel momento in cui risulta evidente qualcuno tenti di incastrarla; in questo modo viene rivelato che la vera assassina della donna è l'assistente di Joan, Leecy; la quale è in realtà una truffatrice che, insieme al compagno Brad, desiderava frodarla (secondo il piano l'uomo l'avrebbe dovuta sedurre, sposare e in seguito divorziare da lei per ottenerne i soldi), tuttavia nel momento in cui questi si innamorò veramente di lei e rinunciò al piano, Lacey presa dalla rabbia l'assassinò facendo ricadere la colpa sulla Diamond.
Nel finale dell'episodio viene confermato che Shawn e Jules sono ufficialmente tornati una coppia, che Henry sta considerando di aprire un'attività di investigatore privato e che il duo di detective ha pubblicato un libro che verrà distribuito attraverso Barnes & Noble.
Infine, nella scena finale, Gus riceve una misteriosa lettera da Rachael che sembra turbarlo parecchio.
- Altri interpreti: Kurt Fuller (Woody il coroner), Lori Loughlin (Dr. Joan Diamond), Gregory Harrison (Ted Lomax), Cindy Busby (Leecy), Levi James (Brad Turner), Anne Openshaw (Brianna Hicks), Alex Kliner (guida), Darren Dolynski (cameriere), Sandra Laratta (infermiera), Thi Tran (Tricia), Shanae Tomasevich (paziente), Jane MacDougall (bella donna), Tiara Sorensen (Shelley Aaronson), Gavin Cooke (fattorino).
- Ascolti USA: telespettatori 2 480 000[14].
- Nota. È il trentesimo episodio privo di flashback iniziale. Viene inoltre citato il libro Guida Psych alla lotta al crimine per totali incapaci, realmente scritto da Chad Gervich, James Roday e Dulé Hill.

## Non fidatevi di lui
- Titolo originale: No Trout About It
- Diretto da: Brad Turner
- Scritto da: Bill Callahan e Carlos Jacott

### Trama
2012 (oggi): Lo spericolato inseguimento di un sospetto per il lungomare durante una gara di corsa condotto da Shawn, Gus, Lassiter e Jules ma conclusosi in modo catastrofico, solleva tante polemiche nei cittadini da portare il nuovo sindaco ad assumere un consulente al fine di esaminare il dipartimento ed eliminarne l'eventuale personale superfluo. L'uomo in questione, è l'eccentrico e brutale Harris Trout, che nonostante i casi risolti, li rimprovera, inoltre non crede nei poteri di Shawn, ritenendolo solo un buon osservatore e si fa raccontare dai quattro gli eventi della giornata precedente:
2012 (ieri): Alla Psych si presenta un avvocato di nome Leo Quinn che è stato avvelenato e ha 48 ore di tempo per trovare il suo assassino prima di morire. I due investigatori decidono di accettare il suo caso e cominciano una corsa contro il tempo.
Apparentemente Leo sembra essere caduto vittima della moglie e di due suoi complici che, dopo aver rubato il fascicolo dell'unico cliente ricco dell'uomo hanno sottratto una grande quantità di diamanti dalla sua banca e sono fuggiti. Quando però due dei tre ladri vengono trovati morti, il finto sensitivo e il suo assistente, assieme a Jules e Lassiter, si lanciano all'inseguimento del terzo coi risultati visti in apertura d'episodio, cosa che, tra i tanti danni, provoca la morte del presunto colpevole.
2012 (oggi): Terminata la narrazione il quartetto viene sospeso da Trout per aver violato una vasta gamma di regolamentazioni nel corso dell'indagine, apparentemente giunta a una vicolo cieco, ma Shawn comprende che Leo è in realtà il vero responsabile del furto di diamanti e ha solo simulato l'avvelenamento per potersi fingere morto e scappare a Rio de Janeiro.
Seppure il criminale venga catturato e il caso risolto, l'episodio si conclude con un tono piuttosto amaro; Trout, infatti, assume il controllo del dipartimento, sospende la Vick, degrada Lassiter e licenzia sia McNab che la Psych.
- Altri interpreti: Sage Brocklebank (Buzz McNab), Anthony Michael Hall (Harris Trout), Joey Slotnick (Leo Quinn), Rebeka Montoya (Rita Quinn), Josh Pais (Dr. Richard Umma), Dan Zukovic (manager della banca), Maxine Miller (Mrs. Lauderbach), Erika Walter (Felicia), Michael St. John Smith (Charles Sax).
- Ascolti USA: telespettatori 2 180 000[15].
- Nota. Oltre a essere l'effettiva conclusione della stagione (dato che il musical si distacca dalla narrazione), è il trentunesimo privo di flashback iniziale; fatto che rende la stagione quella col minor numero di episodi apertisi con un flashback: solo 2 su 14.

## Psych: il musical
- Titolo originale: Psych: The Musical (Part One), Psych: The Musical (Part Two)
- Diretto da: Steve Franks
- Scritto da: Steve Franks e Evan Cohen

### Trama
- Nota. L'episodio, pur distaccandosi dalla continuità narrativa, di fatto conclude la stagione, ed è trasmesso al di fuori della normale programmazione come uno speciale film per la televisione musical in due parti[4]. Inoltre è, a rigor di logica, sia il trentaduesimo che il trentatreesimo episodio privo di flashback iniziale.
- Ascolti USA: telespettatori 2 230 000[16].